# 168P/Hergenrother
La comète Hergenrother 1, officiellement 168P/Hergenrother, est une comète périodique du système solaire, découverte le 22 novembre 1998 par Carl W. Hergenrother.

## Passages au périhélie

### 1998
La comète a été découverte 22 novembre 1988 par Carl W. Hergenrother et a alors reçu la désignation provisoire P/1998 W2 (Hergenrother).

### 2005
La comète a été réobservée en 2005 et a alors reçu la désignation provisoire P/2005 N2. À la suite de cette reobservation, la comète a alors reçu sa désignation permanente : 168P/Hergenrothen.

### 2012
Lors de son retour en 2012, la comète a eu trois sursauts d'activité, et six événements de fragmentation, et a donc généré plusieurs fragments. Ces événements pourraient avoir induit un changement majeur dans l'état d'activité de la comète, voire sa disparition.
La comète s'est fragmentée en octobre 2012.

### 2019
Le périhélie de la comète est prévu le 5 août 2019.
La comète, dont la magnitude prévue pour juillet 2019 était comprise entre 14 et 17, n'a toujours pas été repérée au 24 du mois autour de la position prédite et ce jusqu'à une magnitude de ~20.